# Christian Füller (Journalist)

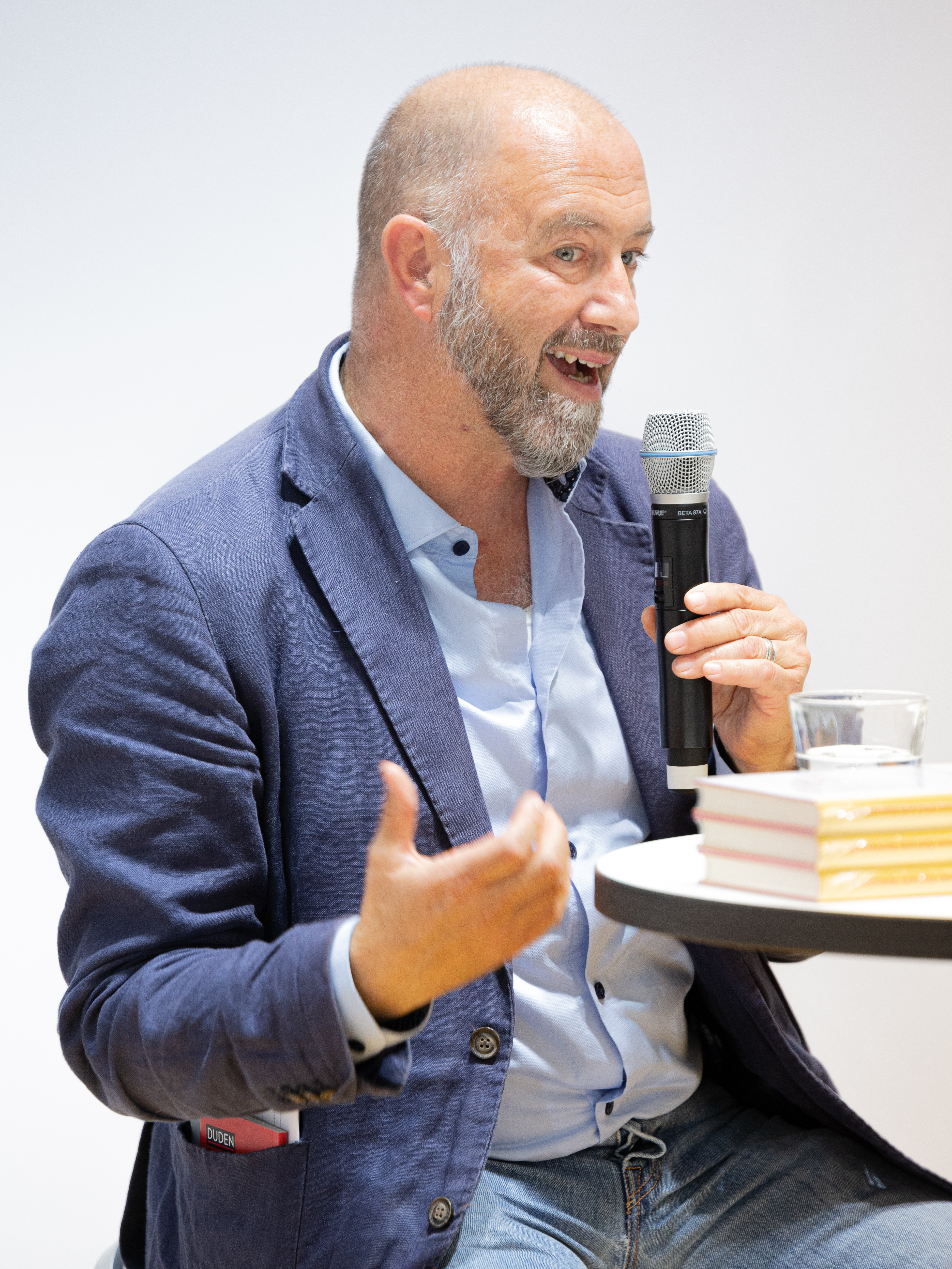
Christian Füller (2018)

Christian Füller (* 1963 in München) ist ein deutscher Journalist und Autor mit den Schwerpunkten (digitale) Bildung und sexualisierte Gewalt.

## Leben
Nach dem Abitur am Jack-Steinberger-Gymnasium Bad Kissingen studierte Christian Füller Politikwissenschaft an der Freien Universität Berlin, der Ludwig-Maximilians-Universität München und der Universität Leipzig und nahm am European Master-of-Public-Administration-Programm Rotterdam/Speyer teil.
Er schreibt als Autor für das Entscheider-Briefing Bildung.Table von Table.Media, die WamS, die Frankfurter Allgemeine, die Zeit, die Süddeutsche, den Tagesspiegel Background Digitalisierung und andere Zeitungen. Er kommentiert regelmäßig für das Kulturradio, DeutschlandRadio Kultur und Phoenix und analysiert in politischem Zeitschriften wie die Blätter für deutsche und internationale Politik oder Berliner Republik. Bis 2013 war Füller bei der tageszeitung u. a. als Bildungs- und Seite-3-Redakteur beschäftigt. Zu Bildungspolitik und sexueller Gewalt gegen Kinder publiziert er die Blogs pisaversteher und Die gute Schule.
Christian Füller war 2017 Chefredakteur der Wochenzeitung der Freitag, die er laut Pressemitteilung der Zeitung auf „eigenen Wunsch“ wieder verließ. Er arbeitete bis März 2024 als Reporter digitale Transformation des Lernens für den Bildung.Table des Entscheider-Portals Table.Media.
Er lebt mit seiner Familie in Berlin.

## Publikationen und Positionen
Füller ist Autor und Co-Autor mehrerer Bücher und zahlreicher Artikel.

### Die hundert besten Schulen undAusweg Privatschulen
In Schlaue Kinder, schlechte Schulen beschrieb und kritisierte er 2008 das deutsche Schulsystem. Mit Die Gute Schule: Wo unsere Kinder gerne lernen porträtierte er 2009 die – in seiner Wahrnehmung – fünf besten Schulen Deutschlands und fand viele Gemeinsamkeiten für das neue Lernen. In dem Buch findet sich eine Liste der „100 besten Schulen Deutschlands“.
Füller kritisiert in dem Buch scharf Eltern, die immer ihr Kind als erstes sehen.
In Ausweg Privatschulen?, das gleichfalls ein Reportagen- und Porträtbuch ist, legte er 2010 zusammen mit Annegret Nill und Wolf Schmidt eine Beschreibung der deutschen Hassliebe zu privaten Schulen vor. Seine These, dass es nicht weniger, sondern mehr freier Schulen bedürfe, wurde kontrovers aufgenommen, unter anderem von der Gewerkschaft GEW und der SZ. Im Kapitel Die Reformpädagogen beschreibt Füller die Odenwaldschule als eine besondere Schule, ohne die – damals bereits bekannten – Missbrauchs-Vorwürfe gegen Schulleiter Becker zu erwähnen.

### Missbrauchsskandal an der Odenwaldschule
In dem 2011 publizierten Buch Sündenfall untersucht er die 2010 erneut skandalisierten Missbrauchsfälle an der Odenwaldschule. Der Autor entschuldigte sich, dem Verdacht gegen ihren pädokriminellen Direktor Becker und weiteren Tätern nicht bereits früher nachgegangen zu sein. Er stellte die Frage, „ob nicht der Missbrauch die Achillesferse der Reformpädagogik ist“. Füller forderte ein Odenwald-Tribunal gegen die schuldigen Lehrer und Netzwerke.

### Debatte um Pädophilie bei den Grünen und Konflikt mit der taz
An der Debatte über die Verleihung des Theodor-Heuss-Preises 2013 an Daniel Cohn-Bendit beteiligte sich Füller mit mehreren Artikeln in der taz, dem Freitag und der Frankfurter Allgemeinen Sonntagszeitung. Cohn-Bendit war wegen als pädophil bewerteter Äußerungen kritisiert worden.
In der Debatte um die Grünen und den Missbrauch vertrat Füller die These, dass Pädophilie bei den Grünen „keine Nebensache“ gewesen, sondern „in der grünen Ideologie angelegt“ sei.
Dies geschah zuerst in einem von der taz bestellten und juristisch geprüften Artikel, den Chefredakteurin Ines Pohl dennoch stoppen ließ. Pohls Entscheidung, der Wortlaut von Füllers Artikel und Einzelheiten aus der Redaktionssitzung gelangten nach einer Veröffentlichung von Stefan Niggemeier an die Öffentlichkeit.
Nach einem Bericht der FAZ wies Pohl die Ressortleiter des Blattes später schriftlich an, es dürften „keine Texte von ihm in der taz erscheinen. Bitte sorgt dafür, dass dies nicht passiert.“ Eine Lang-Fassung erschien am 14. September 2013 in der Frankfurter Allgemeinen Sonntagszeitung. Pohl kündigte Füller später wegen seiner grünenkritischen Berichterstattung.
Im März 2015 untersuchte Füller in dem Buch „Die Revolution missbraucht ihre Kinder“ Protestbewegungen wie den Wandervogel oder die 68er-Bewegung auf pädosexuelle Legitimationsmuster. „Die These, dass pädophile Positionen fest in Weltanschauung und Parteistruktur [der Grünen] verankert waren, kann er mit einigen neuen Details belegen“, schrieb die taz mit Bezug auf Füllers Enttarnung des grünen NRW-Spitzenkandidaten für die Bundestagswahl 1983, Werner Vogel. Die Reaktionen waren kontrovers. „Christian Füller hat sich verrannt, weil er unbedingt den Popanz des Sexualrevolutionärs brauchte, der Kinder missbraucht“, schrieb Alan Posener. SZ.de resümierte, dass er zeige, „wie Päderasten in einem ideologisch aufgeheizten Umfeld Wege finden, sich diese Ideologien in ihrem Sinne zurechtzubiegen.“ In den Blättern verglich er den Missbrauch in den katholischen Internaten des Stiftes Kremsmünster und des Klosters Ettal mit dem an der Odenwaldschule. „Die Ideologie der Eliten deckte dort die pädosexuellen Täter.“

### Krise der Bildungspolitik
Füller plädierte mehrfach dafür, Studiengebühren zu erheben – wenn auch unter der Bedingung, dass die Studierenden über die Gebührentöpfe in den Hochschulen selbst verfügen sollten. Gegen diese Texte gab es Protest. Füller kritisiert die Bildungsarmut der Bundesrepublik, ihre Modernisierungsblockade durch den Föderalismus und den mangelnden Reformwillen.
Füller geht von einer doppelten Krise der deutschen Bildungspolitik aus: auf der einen Seite die Pisa-Krise der staatlichen Schulen, auf der anderen der Verlust der Alternative „nach dem Supergau, den die Reformpädagogik auf ihrem Flaggschiff der Odenwaldschule Oberhambach produziert hat“. Im Freitag schrieb der Autor von einer wahnsinnigen Bildungsrepublik, die auf Elemente der reaktionären Kritik von Julius Langbehn aus dem Jahr 1890 zurückgreife. „Genau das alles findet im Jahr 2014 wieder statt, wenn Eltern zusammen mit linken bis ultrakonservativen Bildungsesoterikern vor dem Pisawahnsinn der US-amerikanisch und kapitalistisch gesteuerten OECD warnen.“ In der FAS forderte Füller, Lehrer bei erwiesener pädagogischer Unfähigkeit aus dem Beamtenverhältnis entlassen zu können.

### Inklusion
Der Journalist interviewte den Sonderberichterstatter der Vereinten Nationen für das Recht auf Bildung, Vernor Muñoz, und setzt sich publizistisch für Inklusion ein, das gemeinsame Lernen behinderter Kinder mit Schülern ohne Behinderungen.
Der Bremer Schulleiterin Christel Kelm, die gegen die Inklusion vor dem Verwaltungsgericht Bremen klagt, warf er vor, die Menschenrechte behinderter Kinder zu verletzen. Die Gymnasialdirektorin begründet ihre Klage damit, dass geistig schwerbehinderte Kinder nicht sinnvoll in den gymnasialen Unterricht zu integrieren seien, da sie das geforderte Niveau nicht erreichen könnten. Das Bremer Schulgesetz sehe aber ein entsprechendes Niveau vor.
Füller warf ihr daraufhin vor, ihr Verhalten verstoße gegen eine UN-Konvention (Übereinkommen über die Rechte von Menschen mit Behinderungen). Ihr Vorgehen „kann man mit dem Verhalten eines Warlords im Schurkenstaat vergleichen“. Auch wenn sie keine Kalaschnikow trage, so verletze sie dennoch Menschenrechte. Eltern geistig behinderter Kinder, die für ihre Kinder lieber den „Schonraum spezieller Förderschulen“ suchten, gestand er dies zu, führte jedoch aus, dass eine „Gesellschaft […] nicht kollektiv auf die Einhaltung von Menschenrechten verzichten [kann], nur weil Einzelne es tun“. Die Bürgerrechtsikone Rosa Parks sei 1955 auf ihrem Platz im Bus sitzen geblieben, während andere Schwarze für Weiße aufgestanden seien – und habe so das Ende der Rassentrennung eingeläutet. Sollte die Schulleiterin mit ihrer Klage scheitern, und die Schule gezwungen sein „fünf Rosa Parks“ aufzunehmen, dann sei in Deutschland das Ende der „Schultrennung“ erreicht. Der Presserat erteilte Spiegel Online für Füllers Kommentar eine Missbilligung. In der schriftlichen Begründung hieß es, es gehe zu weit, die Schulleiterin mit einem Warlord zu vergleichen – immerhin habe sie „nach ihrer eigenen Auffassung zum Wohle ihrer Schüler gehandelt“.

## Schriften
- Muss mein Kind aufs Gymnasium? Bildungserfolg ohne Druck. Berlin 2018, ISBN 978-3-411-74222-6
- Die Revolution missbraucht ihre Kinder. Sexuelle Gewalt in deutschen Protestbewegungen. München 2015, ISBN 978-3-446-24726-0
- Sündenfall: Wie die Reformschule ihre Ideale missbrauchte. Köln 2011, ISBN 978-3-8321-9634-9
- (mit Annegret Nill und Wolf Schmidt): Ausweg Privatschulen? Was sie besser können, woran sie scheitern. Hamburg 2010, ISBN 978-3-89684-077-6
- Die gute Schule: Wo unsere Kinder gerne lernen. München 2009, ISBN 978-3-629-02223-3
- Schlaue Kinder, schlechte Schulen. Wie unfähige Politiker unser Bildungssystem ruinieren und warum es trotzdem gute Schulen gibt. München 2008, ISBN 978-3-426-27439-2
- (mit Christof Hamann): Stichwort Bundesrepublik Deutschland. München 1992, ISBN 3-453-06035-0